# Mehdi Benhamouda
Mehdi Benhamouda, né le 2 janvier 1995 à Carcassonne, est un coureur cycliste français.

## Palmarès
- 2011
  - 3e du championnat de France sur route cadets